# 野島貫一
野島 貫一（のじま かんいち、1868年12月-1869年1月（明治元年11月） - 没年不明）は、大日本帝国陸軍軍人。最終階級は陸軍少将。功四級。

## 経歴・人物
福岡県出身。1893年（明治26年）陸軍士官学校第4期卒業。
沖縄警備隊区司令官、八代連隊区司令官を経て、1913年（大正2年）8月に陸軍歩兵大佐・歩兵第27連隊長に任官。
その後、1916年（大正5年）4月に歩兵第77連隊長を経て、1918年（大正7年）4月に陸軍少将に昇進と同時に待命、同年8月に予備役に編入した。
1947年（昭和22年）11月28日、公職追放仮指定を受けた。

## 栄典
- 1894年（明治27年）5月1日 - 正八位[4]